# 奧利維耶·馬哈法利·蘇盧南德拉薩納
奧利維耶·馬哈法利·苏卢南德拉萨纳（1964年6月21日—），是一名马达加斯加政治人物，2016年起出任马达加斯加总理，此前曾於2014年4月18日被任命為讓·拉韋盧納里武內閣的內政與權力下放部長。
2018年6月4日，苏卢南德拉萨纳宣布辭職以解決政治危機。